# Лазорковский сельский совет (Оржицкий район)
Лазорковский сельский совет (укр. Лазірківська сільська рада) — входит в состав
Оржицкого района
Полтавской области
Украины.
Административный центр сельского совета находится в 
с. Лазорки.

## Населённые пункты совета
- с. Лазорки